# Familia lógica HTL
HTL (High Treshold-Logic, Lógica de alto umbral) es una tecnología desarrollada a partir de la tecnología DTL (Diode-Transistor Logic, lógica diodo-transistor), pertenece a la familia de circuitos integrados bipolares.

## Descripción

Schema interno di una porta NAND HLL modello FZH101A

Es una variante de la tecnología DTL llamada "Lógica de alto umbral" que incorpora diodos zener para crear un gran desplazamiento entre los estados de voltaje lógicos 1 y 0. Estos dispositivos operan con una fuente de tensión de 15 Voltios y los encontramos controles industriales en donde la intención el minimizar los efectos del ruido.
- Fan Out = 10
- Potencia disipada = 55mW
- Tiempo de propagación = 150nS
- Vcc = 14-15 V
- VoH max = 15V
- VoH min = 8.5V
- VoL max = 6.5V
- VoL min = oV

Se caracteriza por tener una alta inmunidad al ruido.
- Datos: Q1805379
- Multimedia: High threshold logic / Q1805379